# Issiaga Sylla
Issiaga Sylla (ur. 1 stycznia 1994 w Konakry) – piłkarz gwinejski grający na pozycji lewego obrońcy. Od 2012 jest zawodnikiem klubu Toulouse FC.

## Kariera klubowa
Swoją karierę piłkarską Sylla rozpoczął w klubie Horoya AC z Konakry. W 2011 roku awansował do kadry pierwszego zespołu i wtedy też zadebiutował w nim w gwinejskiej ekstraklasie. W latach 2011 i 2012 wywalczył z nim dwa tytuły mistrza Gwinei z rzędu.
Latem 2012 roku Sylla przeszedł do Toulouse FC. Swój debiut w Ligue 1 zaliczył 4 maja 2013 w zwycięskim 4:2 domowym meczu z Lille OSC. W sezonie 2013/2014 stał się podstawowym zawodnikiem klubu z Tuluzy.
| Sezon   | Klub            | Kraj    | Rozgrywki          | Mecze | Bramki | Rozgrywki Europy | Mecze | Bramki |
| ------- | --------------- | ------- | ------------------ | ----- | ------ | ---------------- | ----- | ------ |
| 2011    | Horoya AC       | Gwinea  | Guinée Championnat | ?     | ?      | -                | -     | -      |
| 2012    | Horoya AC       | Gwinea  | Guinée Championnat | ?     | ?      | -                | -     | -      |
| 2012/13 | Toulouse FC     | Francja | Ligue 1            | 4     | 1      | -                | -     | -      |
| 2013/14 | Toulouse FC     | Francja | Ligue 1            | 32    | 3      | -                | -     | -      |
| 2014/15 | Toulouse FC     | Francja | Ligue 1            | 12    | 1      | -                | -     | -      |
| 2015/16 | Gazélec Ajaccio | Francja | Ligue 1            | 34    | 0      | -                | -     | -      |
| 2016/17 | Toulouse FC     | Francja | Ligue 1            | 27    | 1      | -                | -     | -      |
| 2017/18 | Toulouse FC     | Francja | Ligue 1            | 25    | 1      | -                | -     | -      |
| 2018/19 | Toulouse FC     | Francja | Ligue 1            | 24    | 2      | -                | -     | -      |
| 2019/20 | Toulouse FC     | Francja | Ligue 1            |       |        | -                | -     | -      |

## Kariera reprezentacyjna
W reprezentacji Gwinei Sylla zadebiutował 7 września 2011 roku w przegranym 1:2 towarzyskim meczu z Wenezuelą, rozegranym w Caracas.